# Yōko Mizuki
Yōko Mizuki (水木 洋子 Mizuki Yōko?, Tokio, 26 de agosto de 1910 – Ichikawa, 8 de abril de 2003) fue una guionista japonesa. Nacida en Tokio, se graduó en la Bunka Gakuin y comenzó a escribir guiones para mantener a su familia tras la muerte de su padre. Mizuki participó activamente en la década de 1950 en el sistema de estudios japonés y es conocida por su trabajo con directores como Tadashi Imai y Mikio Naruse.
Su trabajo ha recibido varios premios Kinema Junpo al mejor guion y el libro Women Screenwriters: An International Guide la describió como «una de las guionistas japonesas más importantes y consumadas de todos los tiempos».

## Biografía
Yōko Mizuki nació con el nombre de Tomiko Takagi el 26 de agosto de 1910 en Tokio. Posteriormente se graduó en la Bunka Gakuin y comenzó a actuar en el Teatro de Izquierdas de Tokio (Tokyo Sayoku Gekijo). Su padre falleció, lo que la obligó a mantener a su familia escribiendo obras de teatro desde los 23 años. Durante la Segunda Guerra Mundial, escribió radioteatros.
Antes de la Segunda Guerra Mundial, estuvo casada brevemente con el director y guionista Senkichi Taniguchi, quien a menudo colaboró con Akira Kurosawa.
Inspirada por su profesor de ruso, Toshio Yasumi, comenzó a escribir guiones. Su primer guion fue La vida de una mujer (1949), coescrito junto con Yasumi. La película trata sobre una mujer embarazada que trabaja en una imprenta en condiciones precarias. Su segundo guion, Hasta que nos volvamos a encontrar (1950), le reportó gran éxito e inició sus colaboraciones con el director Tadashi Imai. A pesar de los elogios que recibió de la revista de cine Kinema Junpō, Mizuki afirma que aún tenía dificultades para escribir guiones y que tuvo que reescribir gran parte del guion de la película durante el rodaje.
Mizuki escribió el guion de Jun'ai Monogatari, que ganó el Oso de Plata en el Festival Internacional de Cine de Berlín de 1957. También escribió temas poco convencionales para guiones como en la película Kiku e Isamu (1959), que aborda el tema de los niños provenientes de relaciones interraciales. Más tarde recibió el premio Kinema Junpo al mejor guion por su trabajo en Arega minato no hi da (1961), Konki (1961), Amai ase y Kwaidan (ambas de 1964).

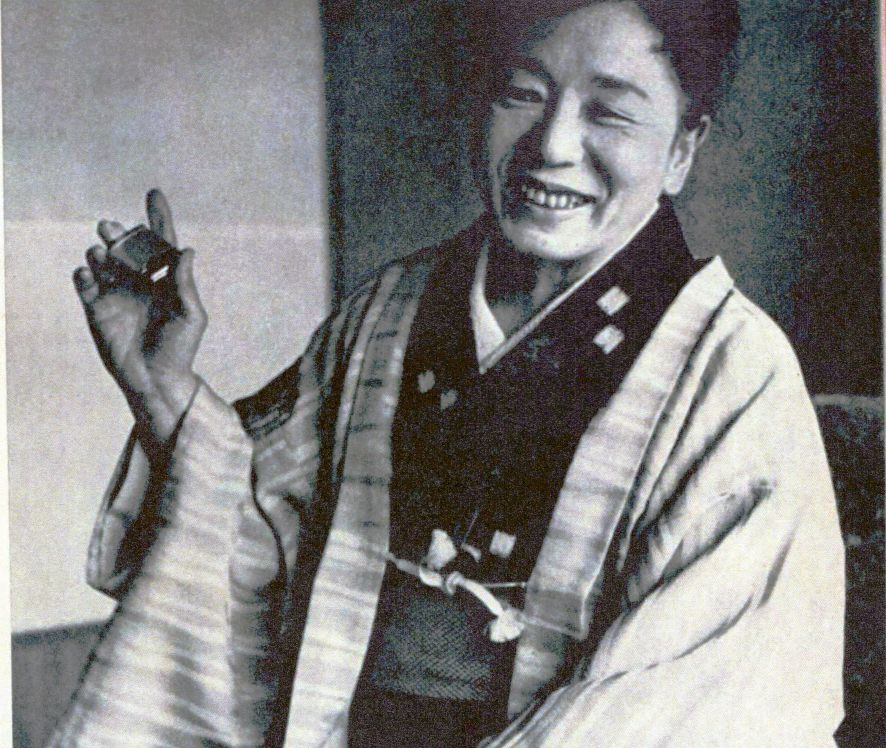
Yōko Mizuki en 1966

En su carrera posterior, Mizuki trabajó extensamente para televisión, y sus créditos incluyen Ryoma Forever (1968) para la Corporación Japonesa de Radiodifusión (NHK).
Murió el 8 de abril de 2003 en Ichikawa. Su antigua casa se convirtió en el Museo Conmemorativo Mizuki.

## Filmografía parcial
A lo largo de su carrera como guionista, que se prolongó entre 1949 y 1994, escribió treinta y cuatro guiones cinematográficos, entre los que se incluyen:
- La vida de una mujer (1949)
- Hasta que nos volvamos a encontrar (1950)
- Madre (1952)
- Aguas turbias (1953)
- Marido y mujer  (1953)
- Hermano y hermana  (1953)
- La voz de la montaña (1954)
- Nubes flotantes (1955)
- Chaparrón (1956)
- Escuela nocturna (1956)[6]
- Una mujer indomable (1957)
- Kiku e Isamu (1959)
- La era del matrimonio (1961)
- Sudor dulce (1964)
- Kwaidan (1965)